# E391
E391 eller Europaväg 391 är en europaväg som går från Trosna i Ryssland till Gluchkov (Hluchiv) i Ukraina. Längd omkring 160 km.

## Sträckning
Trosna - (gräns Ryssland-Ukraina) - Gluchkov (Hluchiv)

## Standard
Vägen är landsväg.

## Anslutningar
- E105
- E101